# اسفند أباد (اسفندار)
اسفند أباد (بالفارسية: اسفندآباد) هي قرية تقع في إيران في قسم اسفندار الريفي. يقدر عدد سكانها بـ 1,385 نسمة .